# فرانسیس داروین
فرانسیس داروین (انگلیسی: Francis Darwin؛ ۱۶ اوت ۱۸۴۸ – ۱۹ سپتامبر ۱۹۲۵ (سن ۷۷)) یک دانشمند در زمینه گیاه‌شناسی اهل بریتانیا بود.
وی یکی از فرزندان چارلز داروین پدر علم تئوری تکامل و فرگشت و صاحب مکتب داروینیسم می‌باشد.